# ベンヌ (芸能プロダクション)
株式会社ベンヌ（英: Bennu Co., Ltd）は、東京都世田谷区に本社を置く日本の芸能プロダクション、IT関連会社、フットサルスクール運営会社。
旧社名は、株式会社サンク･ネットワークス。

## 沿革
- 2005年9月 - 株式会社サンク･ネットワークスとして設立。
- 2005年12月 - エンタテインメント系SNS「Pakila」をオープン。
- 2008年1月 - 株式会社メディアコンプレックス（アスリートマネジメント会社）を子会社化。
- 2008年12月 - プロハンドボール選手の宮﨑大輔、北海道日本ハムファイターズ（当時）の田中賢介などのコンテンツを提供する公式モバイルサイト「アスリート★公式サイト」をオープン。
- 2009年4月 - 株式会社メディアコンプレックスの業務を株式会社サンク・ネットワークスに移管し、社名を株式会社ベンヌに変更。
- 2010年4月 - 「BENNUサッカー・フットサルスクール」を銀座deフットサル川崎ルフロンスタジアム（神奈川県川崎市）に開校。

## 概要
創業は1999年11月。東京都渋谷区神宮前6-7-12 Jプラネッツ3-Aに資本金4900万円で設立。また、「サッカー・フットサルスクール　POTENCIA
」も運営しており、稲葉洸太郎（バルドラール浦安フットボールサラ所属）らがコーチを務めている。
WEB・モバイルサイト企画・運営
- タレント・アスリート公式ブログサイト「Pakila」
- 携帯サイト「DREAM☆アーティスト」

WEBデザイン実績（オフィシャルサイト製作、自社所属タレントは除く）
- 日本コロムビア株式会社
- 株式会社ブランニューミュージック
- 株式会社ケイダッシュ
- 株式会社パール
- POWERSTONE「ROP」
- 株式会社allfuz

フットサルスクールの運営
- サッカー・フットサルスクール　POTENCIA

## 所属タレント
※2019年11月現在

### アスリート
- 宮﨑大輔
- 稲葉洸太郎
- 館山昌平
- 田中真梨
- 越野由梨奈
- 桜井洋平
- 橋本英郎
- 能登正人
- 秋山智美
- 内野洋平
- 熊谷紗希
- 永里亜紗乃
- 渡邉拓馬
- 岡部紗季子
- 坪井保菜美
- 足立友里恵
- 木村昌丈
- 小島果琳
- 四十住さくら
- 池慧野巨
- 瀬尻稜
- 早田紗希

業務提携
- 田中賢介
- 新垣渚
- 田臥勇太
- 長谷川恒平
- 馬場ゆかり
- 馬場由美子
- 永里優季
- 堀口文

### モデル・タレント

#### 男性
- 横田龍儀
- 加藤パーチク
- 川﨑優作
- 光清堅
- 長瀬大祐
- 志田蓮
- 佐藤聡太
- 玉川賢吾
- 宮脇優

業務提携
- 黒田勇樹

#### 女性
- いとうまゆ
- たつたはるみ
- 瑚崎まい
- 新野七瀬
- 千明美友
- 石倉未悠
- 藤井あみ
- 西織美綺

### アーティスト
- 瀬川あやか
- 晴田悠加

### スペシャリスト
- 河原シンスケ
- 澤田洋史
- 菊池直子

## かつて所属していたタレント
- 池田信太郎
- 宇宙戦隊NOIZ
- 川辺優紀子
- 九里聖莉奈
- 黒田知永子
- GENKING
- 小林葉樹
- 桜井ひな
- 島﨑由莉香
- 下平匠
- JunJun
- JOY
- 城下麗奈
- 鈴木ちなみ（業務提携）
- Sophia
- 瀧山あかね（元NMB48）
- 富田千晴
- 所里沙子
- 七瀬麻美
- ニューロティカ
- 初音みう
- 浜村夏美
- 林あかり
- 平石洋介
- 福嶋茉季
- 辺見玲菜
- 渡部大介
- 柊木智貴